# Peter Bangs Vej
Peter Bangs Vej er en vej på Frederiksberg, som strækker sig de ca. 2,2 km fra Søndre Fasanvej til Damhus Sø.
Vejen, der er en forlængelse af Smallegade, er opkaldt efter den danske politiker Peter Georg Bang, der efter sin død i 1861 fik vejen opkaldt efter sig. Tidligere bar vejen navnet Klammerivej.
Der ligger to S-togsstationer på Peter Bangs Vej. Den ældste er Peter Bangs Vej Station fra 1941, som vejen har lagt navn til. I 2005 åbnede KB Hallen Station et stykke derfra. Peter Bangs Vej Station ligger på Frederikssundbanen, og KB Hallen Station ligger på Ringbanen.

## Trivia
- Peter Bangs Vej blev for alvor kendt i medierne den 19. februar 1948, da dobbeltmordet på Peter Bangs Vej fandt sted.
- Skuespillerinden Asta Nielsen, der var en af verdens største stumfilmstjerner, boede fra 1936 til sin død i 1972 på Peter Bangs Vej 61.
- Det yderste stykke mellem ringbanen og Roskildevej hører ikke til Frederiksberg, men til København, nærmere bestemt Aalholm Sogn i bydelen Valby.